# Windyki (województwo warmińsko-mazurskie)
Windyki – wieś w Polsce, położona w województwie warmińsko-mazurskim, w powiecie iławskim, w gminie Iława.
W latach 1975–1998 Windyki należały administracyjnie do województwa olsztyńskiego.
Przed 2023 r. miejscowość była częścią wsi Wola Kamieńska.
Windyki położone są na północnym brzegu jeziora Łabędź.